# San José Viborillas
San José Viborillas es una localidad del estado mexicano de Guanajuato. Es parte del municipio de Apaseo el Grande.

## Toponimia
El nombre «San José» hace referencia al santo patrono de la localidad: José de Nazaret.

## Demografía
| Gráfica de evolución demográfica |
|                                  |

| Censo | Población |
| ----- | --------- |
| 1910  | 165       |
| 1921  | 231       |
| 1930  | 188       |
| 1940  | 103       |
| 1950  | 415       |
| 1960  | 444       |
| 1970  | 684       |
| 1980  | 802       |
| 1990  | 1 145     |
| 2000  | 1 221     |
| 2010  | 1 325     |
| 2020  | 1 408     |